# الغزو الإنجليزي لإسكتلندا (1385)
قاد ريتشارد الثاني ملك إنجلترا جيشًا إنجليزيًا نحو إسكتلندا في يوليو عام 1385. كان الغزو بشكل جزئي ردًا على الغارات الإسكتلندية على الحدود، ولكن كان أكثر ما دفع نحو الغزو هو وصول الجيش الفرنسي إلى إسكتلندا في الصيف السابق. انخرطت إنجلترا وفرنسا في حرب المئة عام، وكان لدى فرنسا وإسكتلندا معاهدة لدعم بعضهما البعض. لم يبلغ الملك الإنجليزي آنذاك سن الرشد إلا حديثًا، وكان من المتوقع أن يلعب دورًا عسكريًا تمامًا مثلما فعل والده إدوارد الأمير الأسود وجده إدوارد الثالث. كان هناك بعض الخلاف بين القيادة الإنجليزية حول غزو فرنسا أو إسكتلندا. فضل عم الملك، جون غونت، غزو فرنسا، ليكسب له ميزة تكتيكية في قشتالة، حيث كان هو الملك عمليًا بسبب زوجته ولكن واجه صعوبة في دعم مطلبه. فضل أصدقاء الملك من النبلاء - الذين كانوا أيضًا أعداء غونت - غزو إسكتلندا. منح البرلمان في العام السابق أموالًا لحملة قارية وكان من غير الحكمة إهانة مجلس العموم. وبالكاد أمكن التاج تحمل نفقات حملة كبيرة. دعا ريتشارد للضريبة الإقطاعية، التي لم تُفرض منذ سنوات عديدة؛ وكانت هذه آخر مناسبة تفرض فيها.
أصدر ريتشارد مراسيم للحفاظ على الانضباط ضمن قوة الغزو، لكن الحملة كانت تعاني من مشاكل منذ البداية. قُتل أحد فرسان ريتشارد على يد الأخ غير الشقيق للملك قبل أن يصل الجيش إلى نيوكاسل. وبمجرد الوصول إلى هناك، كانت القيادة منقسمة وغالبًا ما انغمست في القتال بين بعضهم أكثر من القتال ضد الإسكتلنديين، الذين تراجعوا مع حلفائهم الفرنسيين في مواجهة الإنجليز ورفضوا المعركة. أحرق الإسكتلنديون الأرض أثناء تراجعهم. وسرعان ما استنفد الغزاة طعامهم وإمداداتهم الأخرى؛ وبحلول الوقت الذي وصل فيه الإنجليز إلى إدنبرة، كانوا قد حققوا القليل من النتائج العسكرية، أغلبها حرق الكنائس. ربما اقترح غونت مطاردة الإسكتلنديين في الجبال لإجبارهم على القتال، لكن الملك رفض قبول مثل هذا التكتيك وسرعان ما انسحب الجيش إلى إنجلترا. عندما غادرت قوة ريتشارد إسكتلندا، غزا الجيش الفرنسي الإسكتلندي إنجلترا من الغرب ووصل إلى كارلايل ودمر كمبريا ودرم عند عودته. كان على ريتشارد أن يقترح غزوًا آخر لإسكتلندا بعد بضع سنوات، لكن هذا لم يحدث؛ وفي غزوه التالي لأيرلندا عام 1399، أطاح به هنري بولينغبروك ابن غونت.

## الخلفية
كانت الحكومة الإنجليزية بالكاد في وضع مالي مناسب للقتال. احتاجت الحاميات الإنجليزية الرئيسية في آكيتين وبريست وكاليه وشيربورغ إلى التمويل. وقد رفضت ثلاثة برلمانات من أصل أربعة في الآونة الأخيرة منح الملك أي دعم مالي على الإطلاق. نتيجة لذلك، لم يكن التاج قادرًا على معارضة عودة بروز فرنسا وفقد الكثير من ممتلكات إنجلترا القارية. وقد ألقي اللوم على هذه السياسة على مستشار ريتشارد الثاني، مايكل دي لا بول، إيرل سوفولك، الذي اتهم باتباع سياسة التسوية أو الترضية. وفي سيرة ذاتية رئيسية للملك، علق المؤرخ نايجل ساول على ذلك بأن «التخفيض العسكري لم يكن مسألة اختيار للمستشار بول؛ بل فرضت عليه الظروف».
كان أنصار الملك ريتشارد، الذين كان الغالب بينهم إيرل نوتنغهام وأكسفورد، قد اختلفوا في العام السابق مع عم الملك، جون غونت. أعطت القطيعة العنيفة مصداقية للشائعات القائلة بأن أصدقاء الملك كانوا يعتزمون اغتيال الدوق أثناء إحدى المسابقات. وقد نشأ الانشقاق بينهم نتيجة خلافات حول السياسة الخارجية. في حين أن المجلس، الذي اجتمع في ديسمبر عام 1384، كان يؤيد حملة عسكرية على إسكتلندا، فضل غونت (ودوق باكنغهام) غزو فرنسا. انسحب غونت وربما دوق باكنغهام من اجتماع المجلس. اعتزل غونت في قلعة بونتيفراكت بعد شائعات عن مقتله المحتمل، وامتثل فقط لاستدعاء الملك لحضوره في وقت مبكر من العام التالي، برفقة حاشية كبيرة مدججة بالسلاح.
هددت القوة المتزايدة لفرنسا كلًا من الكبرياء الوطني الإنجليزي والمصالح الاقتصادية الإنجليزية، التي كانت بحاجة للدفاع عنها.
في عام 1384، أعلن دي لا بول عن حملة ملكية - على الرغم من أنه «امتنع بعناية عن تحديد المكان الذي يعتقد هو أو المجلس أن الملك يجب أن يذهب إليه». كان الخيار واضحًا بالنسبة لهم عندما أرسل الفرنسيون جان دو فيين إلى إسكتلندا بجيش في العام التالي، بقوة قوامها نحو 1300 رجل مسلح و250 من رماة القوس المستعرض، لتقديم المساعدة التقنية للإسكتلنديين وتشجيعهم على غزو إنجلترا بينما انتصر الفرنسيون في فرنسا. في أوائل شهر يونيو من العام التالي، اختار اجتماع المجلس في مدينة ريدنغ إسكتلندا كأول حملة للملك الشاب. كان الغزو جزءًا من سياسة أوسع وأقدم تتمثل في اتخاذ موقف قوي ضد انتهاكات الهدنة، والتي قال التأريخ المجهول المعاصر إن إسكتلندا «التزمت بها بشكل سيئ». كان عم الملك، جون غونت، قد قاد بالفعل توغلًا صغيرًا في إسكتلندا في ربيع عام 1384، دون نجاح يذكر. وصل إلى إدنبرة ولكن ليس أبعد من ذلك، وقد تكون هذه التجربة قد ولدت نهجًا أكثر تصالحية. كان غونت حسن التصرف تجاه الإسكتلنديين بشكل عام وجندهم ضمن حاشيته. وكانت لديه أيضًا أسباب شخصية لرغبته في تجنب الحرب مع إسكتلندا. فقد كان السلام على الحدود الشمالية ميسرًا لتنفيذ خططه في إيبيريا. وكان الإسكتلنديون قد عاملوه بشكل مهذب في زياراته السابقة. في الواقع، أثناء زيارته عام 1381، اندلعت ثورة الفلاحين في إنجلترا، ومنحه الإسكتلنديون ملاذًا لمدة عشرة أيام. تفككت سياسة غونت مع وصول قوات دي فيين إلى إسكتلندا. ومع ذلك، لم تكن بالضرورة استراتيجيته سيئة. فإذا نجحت، سيؤدي ذلك إلى تحييد مسرح الحرب الشمالي والسماح لإنجلترا بإعادة التركيز على الأسطول الفرنسي في سلاوس. وفقًا لجيمس غيليسبي: «لقد كانت مقامرة، لكنها مقامرة معقولة». لسوء الحظ، كانت المشاكل تختمر على الجبهة المحلية في العام السابق. انهارت العلاقات بين الملك وغونت، وتفاقمت الأزمة المحتملة بسبب أصدقاء ريتشارد والمسؤولين المقربين الذين رغبوا في تحييد تأثير غونت على السياسة. كان الغزو واحدًا من العديد من تنقلات البلاط الطويلة التي قام بها ريتشارد خلال فترة حكمه؛ ترك وراءه حكومة تصريف أعمال تتألف من عمدة لندن، ورئيس أساقفة كانتربري، وأسقف لندن، واللورد كوبهام، والسير روبرت نولز.

### الجيش الفرنسي في اسكتلندا
كان لدى الإسكتلنديين تطمينات بأنه في حال اندلعت الحرب بين إسكتلندا وإنجلترا، فإن فرنسا ستقدم المساعدة العسكرية لإسكتلندا، كجزء من معاهدتهم مع فرنسا. لم تناسب فرنسا محاولات غونت لتعزيز السلام بين إنجلترا وإسكتلندا على الإطلاق. تقول ماي مكيساك: كان الفرنسيون «حريصين على الربح من إحراج إنجلترا المحلي». وصلت قوة فرنسية صغيرة وغير رسمية إلى حد ما - ربما في طبيعة طرف متقدم - إلى إسكتلندا في مايو عام 1384. جاء وصولهم بعد سقوط قلعة لوتشمابين، «آخر موقع إنجليزي على طول الحدود الغربية»، بعد الاستيلاء عليها من قبل الإسكتلنديين. يقول أنتوني توك إن فقدان هذه القلعة ترك كمبرلاند «أكثر عرضة للخطر مما كانت عليه خلال الخمسين عامًا الماضية». ومع ذلك، فقد قدم ذلك لمجلس ريتشارد التبرير المثالي لغزو إسكتلندا بدلًا من فرنسا.
تألفت قوة الغزو الفرنسي تحت قيادة دي فيين من 1315 رجلًا مسلحًا، و300 من رماة القوس المستعرض، و200 آخرين غير محددين (يُطلق عليهم «غلمان الفرسان» في السجلات الفرنسية). وقد قدر جوناثان سامبشن أن القوة ربما تصل إلى نحو 2500 رجل «مع الحمالين المعتادين». وقد أحضروا معهم أحصنة، و600 بذلة من الدروع وغيرها من العتاد - لاستخدام الإسكتلنديين – وجلبوا نقود فلورين ذهبية بقيمة 50000 ليفر لروبرت الثاني. أما لاستخدامهم الخاص، جلب الفرنسيون تقنية التعدين والمدفعية، والتي تضمنت المدافع و600 قربينة (سلاح ناري). غادر الأسطول سلاوس في 22 مارس عام 1385 ووصل إلى ليث بعد ثلاثة أيام. في 1 يوليو، وقع قادة المعركة الفرنسيين والإسكتلنديين بنود اتفاق (بالفرنسية) في إدنبرة توضح بالتفصيل متابعة حملتهم. وكانت مفصلة للغاية وتراوحت من مراسيمهم العسكرية إلى إجراءات الاستطلاع التي يتعين القيام بها قبل محاصرة القلعة. عينوا يوم 23 يوليو لإطلاق حملتهم، على الرغم من تقديم الموعد في النهاية إلى الثامن.